# Удача Логана
«Удача Ло́гана» (англ. Logan Lucky) — американский комедийный фильм режиссёра Стивена Содерберга. Выход в широкий прокат в США состоялся 17 августа 2017 года, в России — 7 сентября.

## Сюжет
История о двух братьях, желающих организовать ограбление в Северной Каролине, где проходят гонки NASCAR.
Джимми Логан, чернорабочий, который некогда был многообещающим игроком в американский футбол, но из-за травмы колена не может больше играть, работает дорожным рабочим на автостраде Шарлотта Мотор, но его увольняют в связи травмой ноги. Встретившись со своей бывшей женой Бобби Джо, чтобы забрать дочь и отвезти её на конкурс красоты, он узнает, что Бобби и её новый муж, состоятельный владелец автосалона, намерены переехать в Линчберг, и что посещения дочки в таком случае для него станут ещё более трудноосуществимыми.
Взбешённый Джимми направляется в бар, которым управляет его брат Клайд, ветеран войны в Ираке, носящий протез из-за потери части левой руки. Чванливый британский бизнесмен Макс Чилблейн вместе со своими друзьями заходит в бар; они с ходу оскорбляют Клайда. Джимми затевает драку с ними, и в конечном итоге, Клайд, поджигает их машину коктейлем Молотова. Уходя, Джимми кричит «кочерыжка», кодовое слово для Клайда, обозначающее намерение совершить преступное действие. Этот код был придуман ими в молодости.
На следующий день Джимми объясняет свой план: используя свои знания о системе новых пневматических труб для перемещения денег «Спидвэй», получить доступ к системе во время предстоящего крупного события, когда служба безопасности будет рассредоточена и ослаблена, и украсть деньги.
Клайд одобряет план, он и Джимми вербуют Джо Банга, осуждённого и сидящего в тюрьме охранника, его неуклюжих братьев Сэма и Фиша, и свою сестру Мелли. Они планируют вытащить Джо из тюрьмы и успеть вернуть обратно после дела, чтобы никто не заметил его отсутствия. Для этого Клайд совершает небольшое преступление и отправляется в тюрьму. Мелли, Сэм и Фиш запихивают в разные трубы «Спидвэя» кучу разноцветных тараканов, и затем, наблюдая, определяют нужную. Закупая вещи, необходимые для ограбления, Джимми встречается с бывшей однокурсницей Сильвией, которая управляет мобильной клиникой и отчаянно нуждается в пожертвованиях. Джимми узнает, что строительство заканчивается досрочно, теперь он вынужден изменить планы и совершить ограбление раньше, во время многолюдной автогонки Coca-Cola 600.
В тюрьме Джо и Клайд подговаривают заключённых устроить бунт; во время бунта они сбегают через тюремную больницу и прячутся под грузовиком. Приехавшая на украденном спортивном автомобиле Мелли подбирает их и доставляет к «Спидвею». Тем временем Сэм и Фиш портят электрическую сеть взрывом, разрушая главный генератор, в результате чего продавцы всех магазинов начинают принимать оплату покупок только наличными; из-за этого количество денег в трубах резко увеличивается. Используя сделанное из отбеливателя, жевательных мармеладных мишек и диетической соли взрывное устройство собственного изобретения, Джо взрывает главную пневматическую трубу, после чего команда начинает высасывать деньги. Сотрудники замечают дым, выходящий из трубы, и охранники отправляются проверить, всё ли в порядке, но гель, созданный Джимми, прекращает движение дыма и охранники ничего не замечают. Осложнения возникают после того, как Клайд теряет протезную руку во время работ с трубой. На обратном пути к зданию тюрьмы Джо и Клайда замечает Чилблейн. Тем не менее, налет совершен удачно, и Джимми успевает к выступлению дочери на конкурсе красоты. Внезапно вместо запланированной песни Рианны «Амбрелла» она исполняет любимую песню отца, «Take Me Home, Country Roads», и срывает шквал аплодисментов. После этого Джимми бросает свой грузовик с деньгами на заправочной станции и совершает анонимный звонок в полицию, сообщая его местонахождение. Сообщники оказываются очень недовольны этим фактом.
Агент ФБР Сара Грейсон берётся за расследование инцидента, но из-за коллективной некомпетентности тюремных властей, Чилблейна и администрации «Спидвея», довольных тем, что получили выплаты от страховой компании, спустя шесть месяцев дело официально закрывается. Джо выходит из тюрьмы и возвращается в свой старый дом, где по подсказке — находящейся у дерева красной лопате — находит тайник с частью денег. Затем выясняется, что во время грабежа Джимми намеренно взял несколько пакетов с деньгами из добычи и спрятал их на местной свалке в обычной мусоре, чтобы потом забрать, а остальное вернул, чтобы прекратить дальнейшие расследования, и что Джимми удалось вытащить протез Клайда из вакуумной машины. Устроившись на работу в магазин товаров для дома, Джимми мирится со своей семьёй в баре Клайда, где он, его новая подружка Сильвия и остальная часть банды празднуют успех, распивая спиртные напитки, не подозревая, что среди посетителей бара находится Сара Грейсон, продолжающая расследование в частном порядке.

## В ролях
- Ченнинг Татум — Джимми Логан, старший брат Клайда и Мэлли.
- Адам Драйвер — Клайд Логан, младший брат Джимми и Мэлли.
- Дэниел Крейг — Джо Бэнг, эксперт по взрывчатке.
- Райли Кио — Мэлли Логан, сестра Клайда и Джимми.
- Кэти Холмс — Бобби Джо Чэпмен, бывшая жена Джимми.
- Фарра Маккензи — Сэди Логан, дочь Джимми и Бобби Джо
- Кэтрин Уотерстон — Сильвия Харрисон, подруга Джимми, которая работает в бесплатной клинике.
- Дуайт Йокам — Уорден Бёрнс, начальник тюрьмы, где содержится Джо Бэнг.
- Сет Макфарлейн — Макс Чилблейн, высокомерный британский бизнесмен.
- Себастиан Стэн — Дэйтон Уайт, автогонщик по прозвищу «Здоровый образ жизни», который хочет вернуться в большой спорт.
- Брин Глисон — Сэм Бэнг, младший брат Джо Бэнга.
- Джек Куэйд — Фиш Бэнг, младший брат Джо Бэнга.
- Хилари Суонк — специальный агент Сара Грейсон.
- Дэвид Денман — Муди, новый муж Бобби. Владелец автосалона и отец двоих детей.
- Джим О’Хейр — Кэл.
- Мэйкон Блэр — Брэд Нунан, партнёр Сары в расследовании.
- Лиэнн Раймс — играет саму себя.
- Джеско Уайт — играет самого себя.
- Чарльз Халфорд — Эрл.
- Джефф Гордон
- Даррелл Уолтрип
- Майк Джой

## Производство
До начала съёмок «Удачи Логана» Содерберг неоднократно заявлял, что его предыдущий фильм «За канделябрами» станет последним в его карьере. Первоначально сценарий фильма был предоставлен ему в надежде, что Стивен сможет подсказать студии подходящего режиссёра.
Начало съёмок было анонсировано в феврале 2016 года, тогда же было объявлено об участии в проекте Ченнинга Татума. Также на роли в комедии претендовали уже сотрудничавший ранее с Содербергом Мэтт Деймон и Майкл Шеннон. 11 мая было сделано официальное заявление, что из-за плотного графика Шеннон выбыл из числа участников фильма, зато начались переговоры с Адамом Драйвером и Сетом Макфарлейном.

## Критика
В целом, критики встретили новый проект Стивена Содерберга крайне положительно. На Metacritic средний балл составляет 81 из 100, на Rotten Tomatoes — 93 % положительных обзоров при оценке 7,5/10.

The Film Stage — 9.1/10
Это лёгкий и волшебный фильм.
Variety — 9/10
В фильме очень много позитива.
Screen International — 8/10
В фильме, полном минусов, самым великим может быть то, насколько легко Содерберг обманывает зрителя.
The Guardian — 8/10
Это все чудесно нелепо, но в то же время приятно и отрадно.
TheWrap — 7/10
По мере того как выходят летние фильмы, «Удача Логана» — особенно привлекательное блюдо в баре, которое приготовил мастер.
Остальные оценки:
- The Playlist — 10/10
- IGN — 8/10
- The Hollywood Reporter — 8/10[11]
- We Got This Covered — 8/10
- ScreenCrush — 8/10
- Empire — 8/10
- Indiewire — 7.5/10
- The New York Observer — 1/4[12]